# Constantino Zazzali
Constantino Ángel Zazzali Barrios (Taltal, región de Antofagasta; 31 de diciembre de 1936-Santiago, 10 de mayo de 2018) fue un futbolista chileno que jugó en la posición de portero. Además de jugar en varios clubes de su país fue seleccionado nacional. Nominado seleccionado nacional para los mundiales de Chile en 1962 y de Inglaterra en 1966, no pudo asistir por lesiones. Apodado como el portero suicida o portero kamikaze.

## Trayectoria
Sus inicios como futbolista en su natal Taltal fue en los clubes Escudo de Chile y Unión Caleta.
A los dieciséis años fue seleccionado de Copiapó. Con posterioridad al término del servicio militar en 1957, se trasladó a Santiago logrando jugar en el Zonal del Centro defendiendo los colores de INSA de Maipú. Después jugó como profesional en Universidad Técnica club desde el cual fue contratado por San Luis de Quillota a comienzos de 1959.
En su carrera futbolística defendió los colores de O'Higgins, Unión Española, terminando en Deportes Antofagasta.

## Selección nacional
Fue seleccionado en varias oportunidades; solo jugó como titular un amistoso enfrentando a la selección de Paraguay en diciembre de 1960. Destacó en varios partidos como el arquero titular de la Selección B.
En calidad de preseleccionado, fue incluido en la nómina de los 40 jugadores inscritos en FIFA antes de la Copa Mundial de 1962, pero no quedó en la lista final por lesión.

## Estadísticas

### Clubes
| Club                 | País  | Año       |
| -------------------- | ----- | --------- |
| San Luis             | Chile | 1959-1960 |
| O'Higgins            | Chile | 1961-1967 |
| Unión Española       | Chile | 1968-1971 |
| Deportes Antofagasta | Chile | 1972-1976 |

## Palmarés

### Campeonatos nacionales
| Título    | Club      | País  | Año  |
| --------- | --------- | ----- | ---- |
| Primera B | O'Higgins | Chile | 1964 |